# Ungarische Badminton-Mannschaftsmeisterschaft 2001
Die Ungarische Badminton-Mannschaftsmeisterschaft 2001 war die 33. Auflage des Teamwettstreits in Ungarn. Es wurde ein Wettbewerb für gemischte Mannschaften ausgetragen. Meister wurde das Team von Debreceni TC-DSI.

## Endstand
| Platz | Mannschaft |
| ----- | --- |
| 1.    | Debreceni TC-DSI (Mario Carulla, Levente Csiszér, Henrik Tóth, Ákos Károlyi, Tamás Hódos, Teofil Tóth, Attila Kaposi, Richárd Bánhidi, Csilla Fórián, Orsolya Kocsis, Zsuzsa Kovács, Zsófia Kovács, Zita Batár) |
| 2.    | BEAC |
| 3.    | Rosco SE |
| 4.    | Veszprémi Sasok BC |